# Antoine Praud
Antoine Praud (n. 3 decembrie 2003, Vannes, Golfe du Morbihan - Vannes agglomération⁠(d), Franța) este un sportiv ce a reprezentat Franța. A participat la competiții asociate Jocurilor Olimpice în care a câștigat o medalie de bronz.

## Participări
Lista de mai jos prezintă principalele competiții la care a participat Antoine Praud de-a lungul carierei.
- Jeux paralympiques d'été de 2024[*][2]